# Vrnjačka Banja
Vrnjačka Banja (en alfabet ciríl·lic serbi: Врњачка Бања) és una ciutat i municipi localitzat al Districte de Raška a la Sèrbia central. La població de la ciutat és 10,065 habitants, mentre la població del municipi és 27,527 habitants.
Vrnjačka Banja té moltes primaveres calentes amb les temperatures que mesuren exactament el mateix que la del cos humà (37.5 graus Celsius).

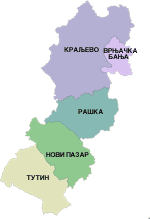
Vrnjačka Banja dins del Districte de Raška

Segons l'últim cens oficial fet el 2011, el municipi de Vrnjačka Banja té 27,527 habitants. La densitat de població en el territori del municipi és 115.2 habitants per quilòmetre quadrat.

### Grups ètnics
La majoria de la seva població són ètnics Serbis (96.2%) i 36.6% de la població del municipi és urbana. La composició ètnica del municipi:
| Grup ètnic   | Població | %      |
| ------------ | -------- | ------ |
| Serbis       | 26,482   | 96.20% |
| Gitanos      | 334      | 1.21%  |
| Montenegrins | 107      | 0.39%  |
| Macedonis    | 33       | 0.12%  |
| Iugoslaus    | 30       | 0.11%  |
| Altres       | 541      | 1.97%  |
| Total        | 27,527   |        |